# John Hope
John Hope ( 1725–1786) fue un cirujano, botánico escocés. Es muy conocido como uno de los primeros en el Reino Unido de sostener el sistema de clasificación Carlos Linneo, en gran parte debido a que publicó muy poco de investigaciones que podrían haberle dado un nombre en fisiología vegetal.
Nació en EdiMburgo el 10 de mayo de 1729, siendo hijo del cirujano Robert Hope, y nieto del Lord Rankeillour Archibald Hope, un jurista del Colegio de Justicia, segundo hijo de Sir Thomas Hope, 1st Baronet. Fue educado en Dalkeith, luego estudió medicina en la Universidad de Edimburgo. Estudió botánica con de Jussieu en Francia, y luego retornó a sus estudios en Escocia, graduándose de la Universidad de Glasgow en 1750. Durante la siguiente década hizo práctica médica, dando rienda suelta a la botánica en su tiempo libre. Con el deceso de Charles Alston en 1760, le sucedió como Botánico Real y como profesor de "Botánica" y de "Materia Médica" en la Universidad de Edimburgo. Sin embargo Hope vio a su responsabilidad en Materia Médica como una amenaza a su trabajo en la botánica, y por lo tanto arregló para que la cátedra fuese dividida en partes: Hope se convirtió en profesor de Medicina y de Botánica, y se creó una cátedra por separado de Materia Médica. Falleció en 1786.
En 1763, Hope fue exitoso en combinar los jardines y colecciones en el Trinity Hospital y Holyrood con una nueva escena, combinado en el camino a Leith. También tuvo éxito en la obtención de un fondo permanente para el jardín botánico, estableciendo de ese modo podría decirse que el primero "Kew Gardens". A pesar de que publicó solo unos pocos artículos, por lo que es poco recordado como un botánico, hizo muchos tempranos experimentos fisiológicos. Eran informes para su enseñanza, y no fueron publicados, siendo descubiertos como manuscritos inéditos, muchos años después de su muerte.
- La abreviatura «Hope» se emplea para indicar a John Hope como autoridad en la descripción y clasificación científica de los vegetales.[2]